# Сорренто (Флорида)
Сорренто (англ. Sorrento) — статистически обособленная местность, расположенная в округе Лейк (штат Флорида, США) с населением в 765 человек по статистическим данным переписи 2000 года.

## География
По данным Бюро переписи населения США, статистически обособленная местность Сорренто имеет общую площадь в 3,37 квадратных километров, водных ресурсов в черте населённого пункта не имеется.
Статистически обособленная местность Сорренто расположена на высоте 21 м над уровнем моря.

## Демография
По данным переписи населения 2000 года, в Сорренто проживало 765 человек, 203 семьи, насчитывалось 269 домашних хозяйств и 286 жилых домов. Средняя плотность населения составляла около 227 человек на один квадратный километр. Расовый состав населённого пункта распределился следующим образом: 89,54 % белых, 0,78 % — чёрных или афроамериканцев, 0,78 % — коренных американцев, 2,09 % — представителей смешанных рас, 6,80 % — других народностей. Испаноговорящие составили 17,39 % от всех жителей статистически обособленной местности.
Из 269 домашних хозяйств в 36,8 % воспитывали детей в возрасте до 18 лет, 57,6 % представляли собой совместно проживающие супружеские пары, в 11,2 % семей женщины проживали без мужей, 24,5 % не имели семей. 18,6 % от общего числа семей на момент переписи жили самостоятельно, при этом 6,3 % составили одинокие пожилые люди в возрасте 65 лет и старше. Средний размер домашнего хозяйства составил 2,84 человек, а средний размер семьи — 3,23 человек.
Население статистически обособленной местности по возрастному диапазону по данным переписи 2000 года распределилось следующим образом: 28,6 % — жители младше 18 лет, 8,9 % — между 18 и 24 годами, 32,4 % — от 25 до 44 лет, 20,4 % — от 45 до 64 лет и 9,7 % — в возрасте 65 лет и старше. Средний возраст жителей составил 35 лет. На каждые 100 женщин в Сорренто приходилось 104,5 мужчин, при этом на каждые сто женщин 18 лет и старше приходилось 103,0 мужчин также старше 18 лет.
Средний доход на одно домашнее хозяйство статистически обособленной местности составил 39 318 долларов США, а средний доход на одну семью — 41 343 доллара. При этом мужчины имели средний доход в 25 845 долларов США в год против 17 101 доллар среднегодового дохода у женщин. Доход на душу населения статистически обособленной местности составил 39 318 долларов в год. Все семьи имели доход, превышающий уровень бедности, 2,2 % от всей численности населения находилось на момент переписи населения за чертой бедности, при том все жители младше 18 и старше 65 лет имели совокупный доход, превышающий прожиточный минимум.